# Барикада

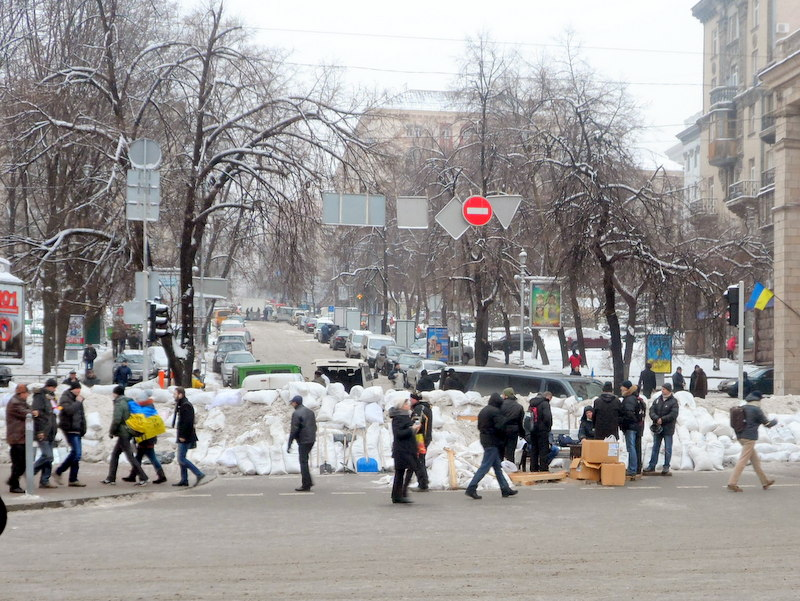
Спорудження барикади на вулиці Прорізній під час Євромайдану

Барика́да — загородження при обороні населених пунктів, гірських проходів, шляхів у міжгір’ях. Барикади споруджуються поперек вулиць, у проміжках між міцними будівлями і в поєднанні з іншими штучними та природними перешкодами, що ускладнює їх обхід. Для ведення вогню в барикадах роблять бійниці. Барикади широко використовуються у народних повстаннях та революціях.
Під час Євромайдану активно споруджувалися барикади для захисту мітингувальників від сил міліції та внутрішніх військ.
Під час російського вторгнення в Україну 2022 року у ряді міст України масово забарикадовували вікна мішками з піском (світлина у Галереї).

## Галерея

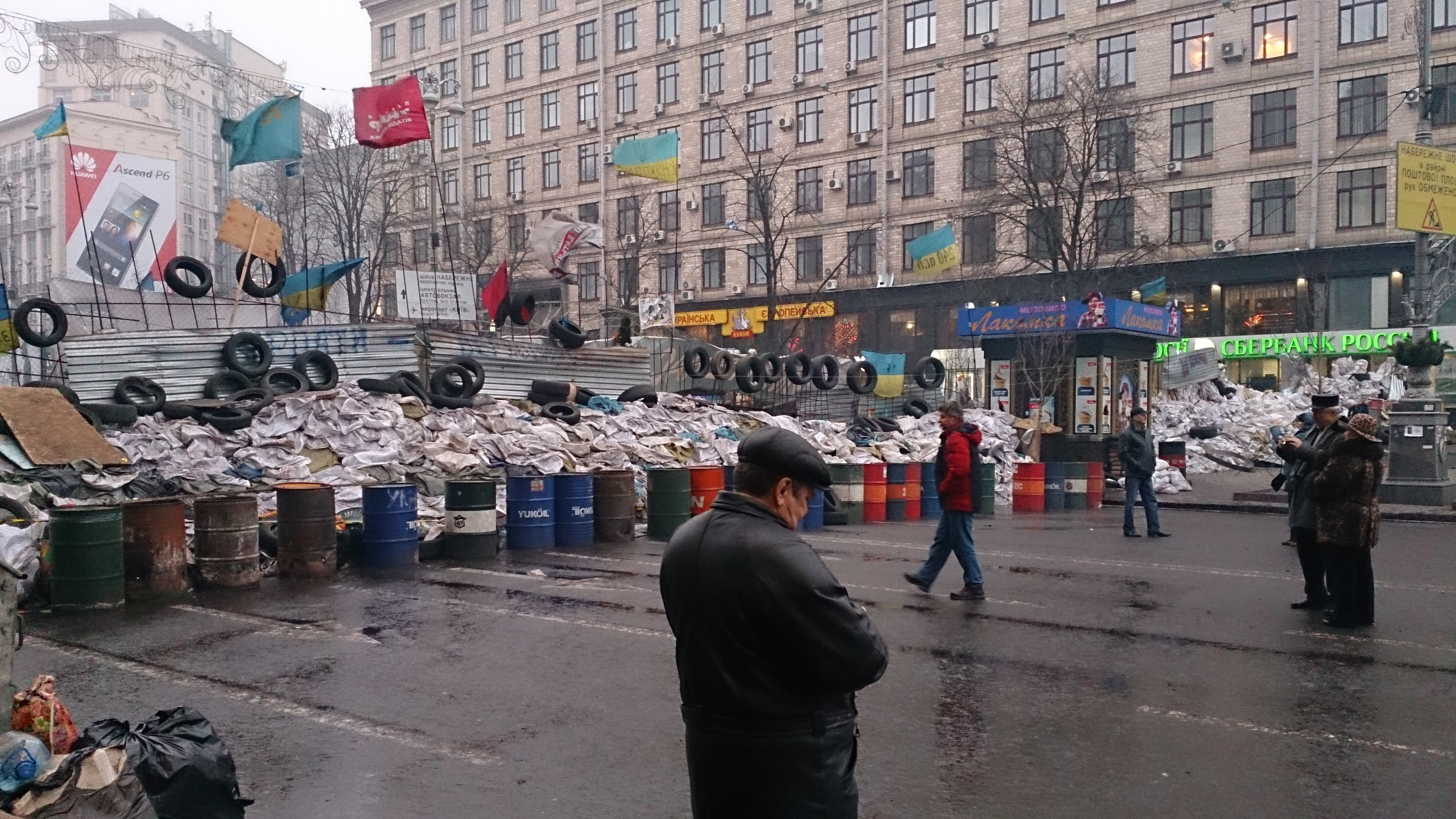
Барикада на Хрещатику, січень 2014 року.
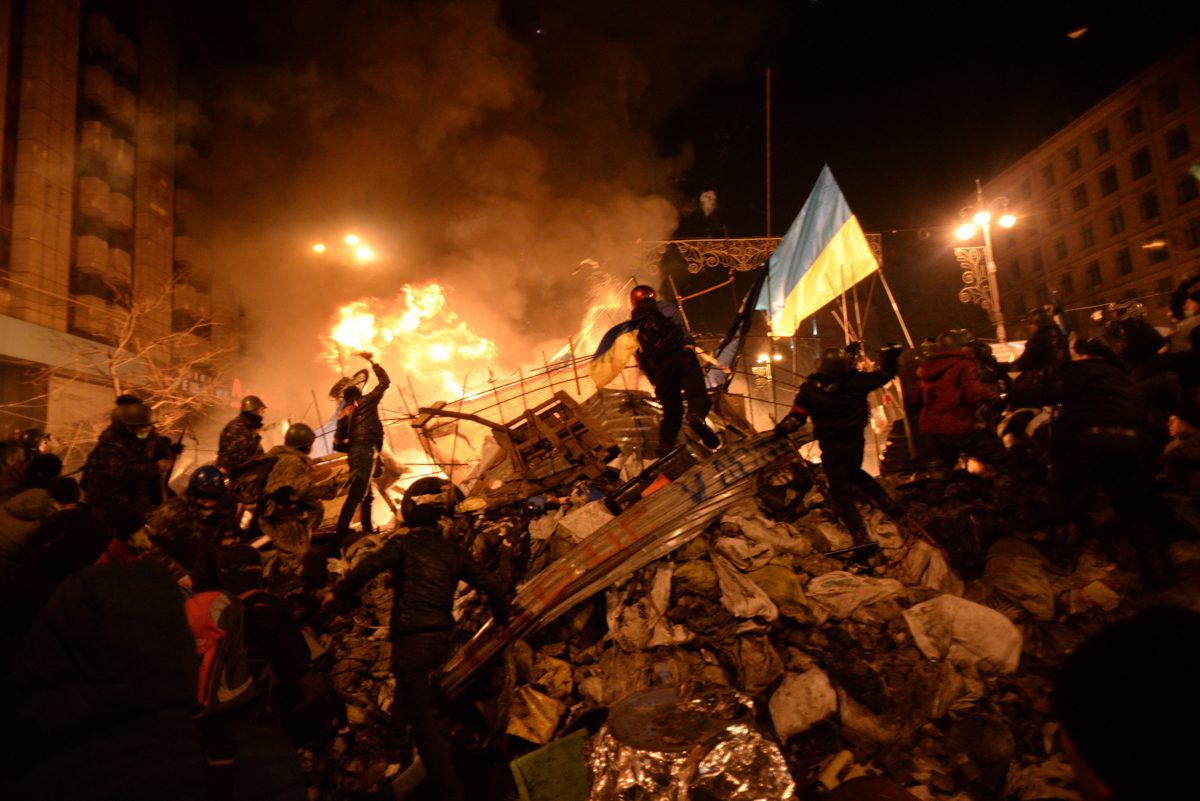
Захисники барикади на Хрещатику, 18 лютого 2014 року.
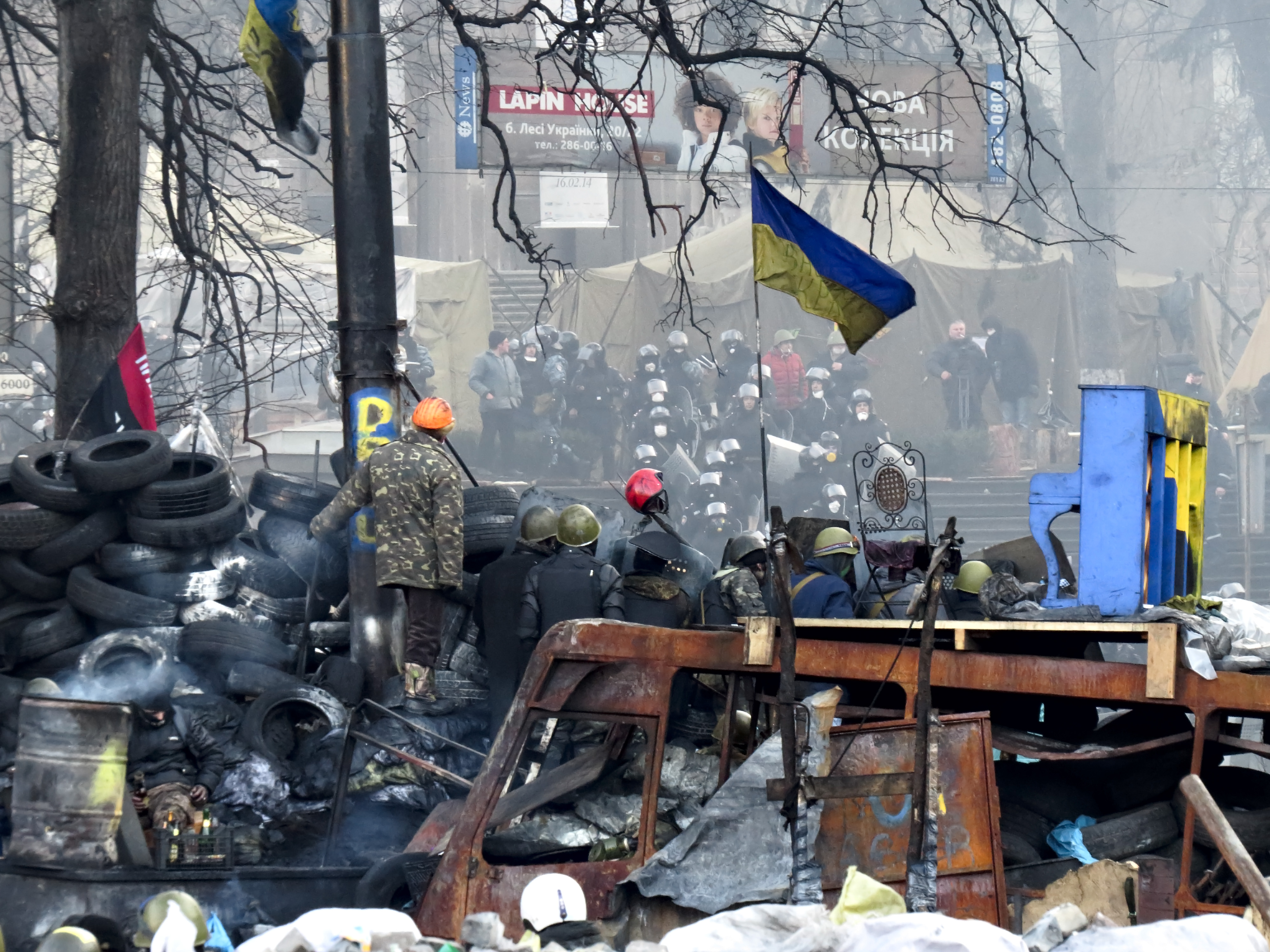
Барикада на вул. Грушевського, Київ, 18 лютого 2014 року
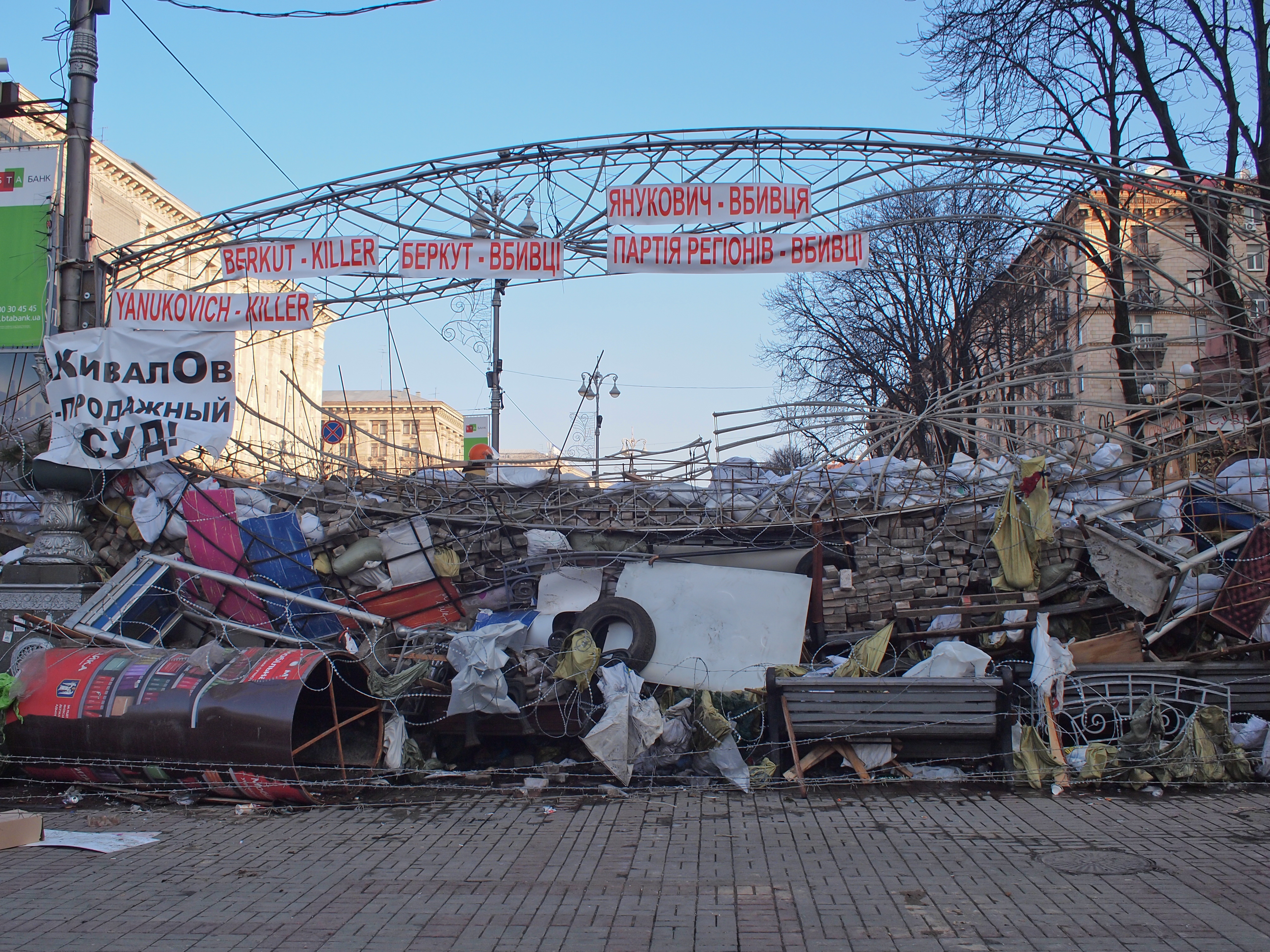
Барикада на вулиці Інститутській, Київ, 21 лютого 2014 року
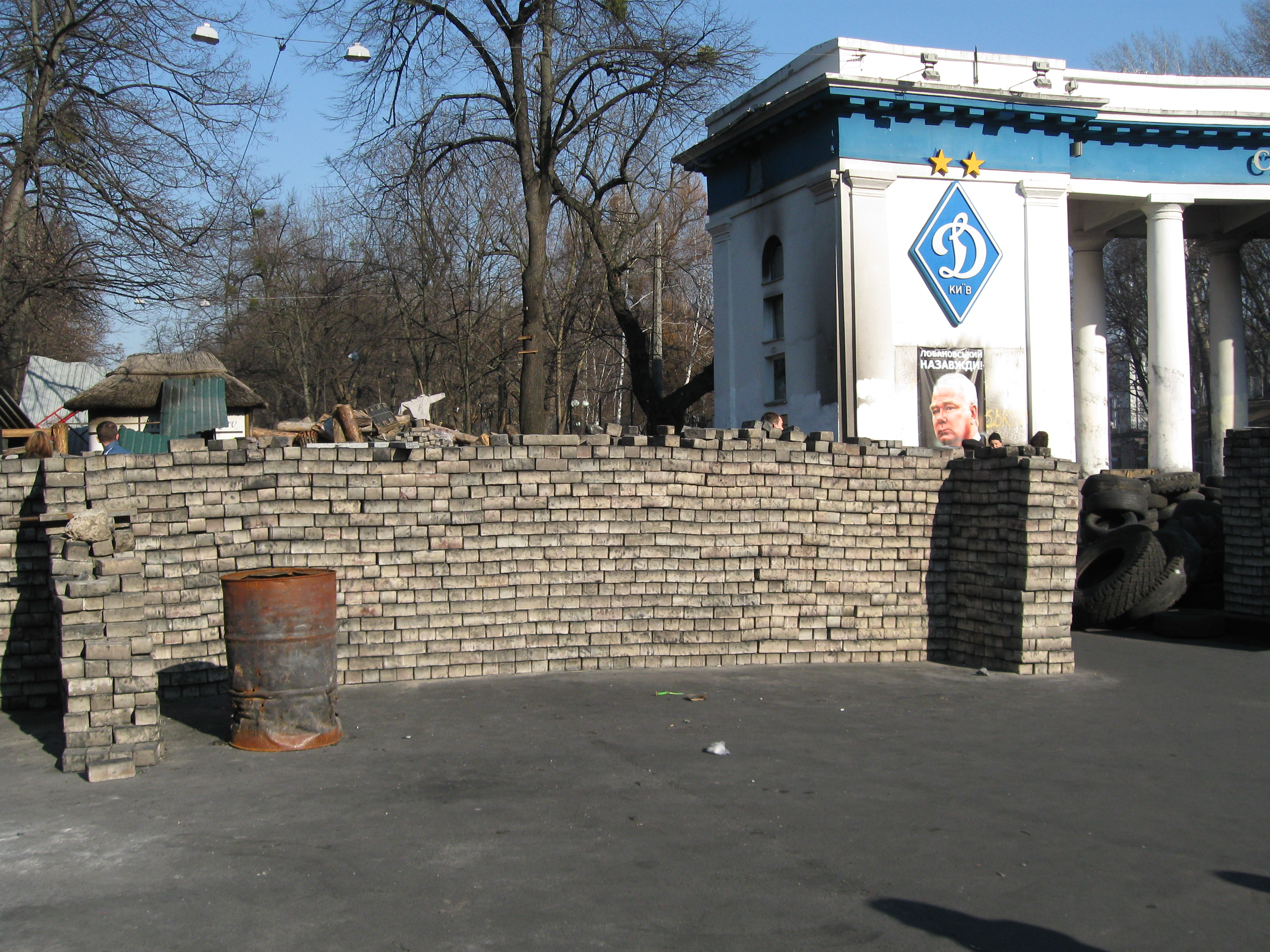
Барикада з бруківки біля стадіону «Динамо», березень 2014 року
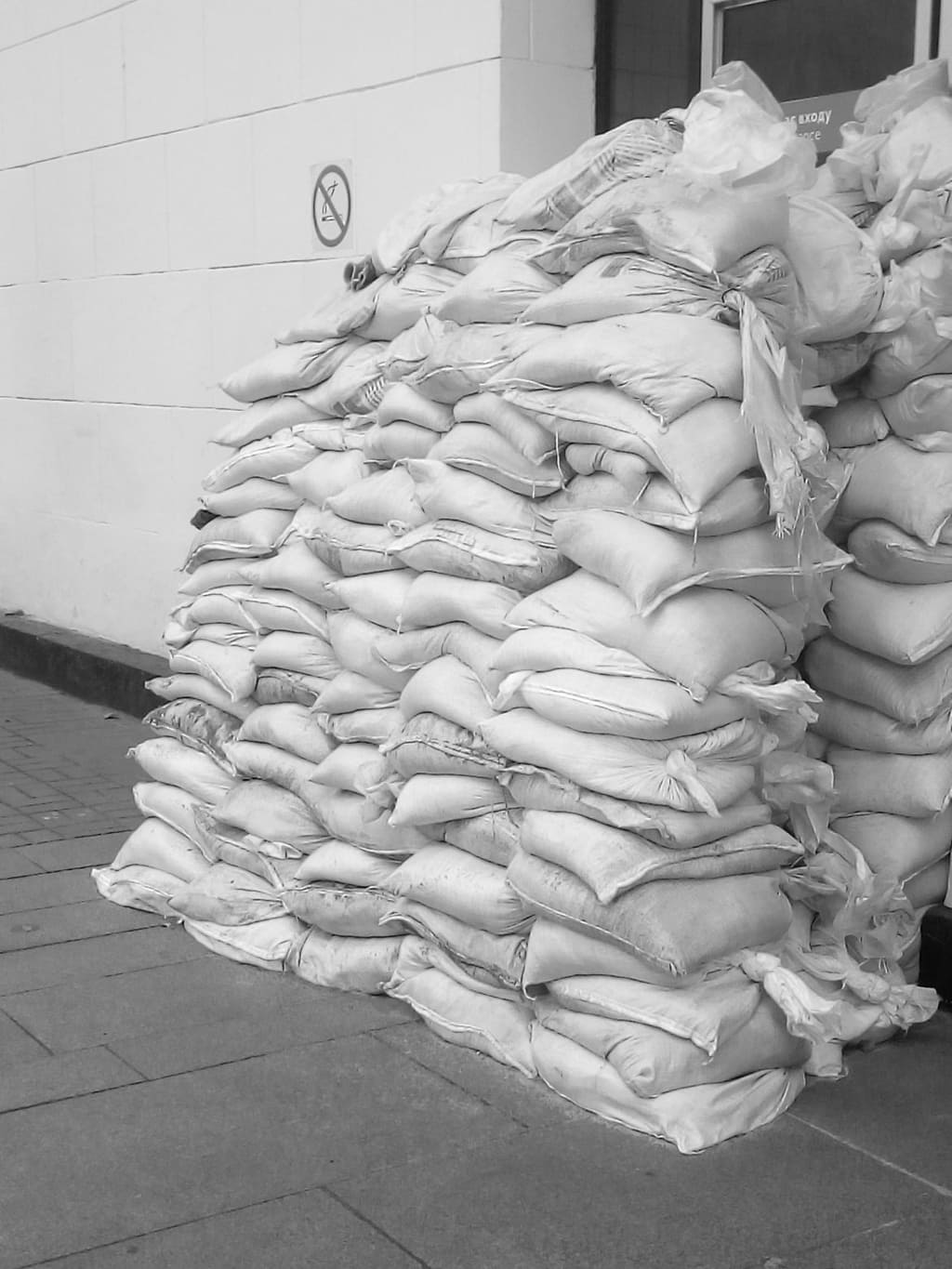
Забарикадоване вікно біля входу на станцію метро «Університет», Київ, 2022 рік.